# Boogiepop Phantom
Boogiepop Phantom (ブギーポップは笑わない Boogiepop Phantom?, Bugiipoppu wa Warawanai Boogiepop Phantom) è un anime televisivo in dodici episodi, prodotto nel 2000 da Madhouse, e basato su una serie di light novel scritta da Kōhei Kadono, con i disegni di Kōji Ogata. La serie animata fu diretta da Takashi Watanabe, con la collaborazione di Sadayuki Murai, il character design di Shigeyuki Suga e la musica diretta da Yota Tsuruoka. La serie è stata distribuita anche in Italia dalla Dynit.

## Trama
La storia percorre le vicissitudini di una piccola città, dove molti ragazzi di una scuola scompaiono uno ad uno e la leggenda metropolitana della comparsa di un dio della morte che rapisce prende luogo. In realtà molti di quei ragazzi sono stati trattati da una sorta di virus diversi anni prima, grazie anche all'aiuto di uno dei personaggi presente nel romanzo e nell'anime solo nei ricordi. Diventando adolescenti acquisiscono dei poteri che non sanno controllare anche se animati da buone intenzioni. Boogiepop appare per far in modo che non nuocciano agli altri, mentre un nemico si aggira e diventa sempre più potente grazie a questa energia che i ragazzi sprigionano. Viene chiamato Phantom (fantasma) in quanto il personaggio si è come sdoppiato a causa della stessa energia che ha creato i vari poteri, ma la sua esistenza avrà una fine. Oltre al protagonista vi sono altri personaggi che cercano di chiarire i vari misteri della serie.

## Personaggi

### Protagonisti
- Shinpei Kuroda, misterioso investigatore che voleva essere da sempre un paladino della giustizia subisce l'influsso e l'eredità del ragazzo.
- Nagi Kirima, ragazza che in passato viveva in ospedale a causa, come si scoprirà in seguito, del virus che la stava trasformando. Salvata da Kuroda, la ragazza per ringraziarlo diventa una specie di investigatore.
- Touka Miyashita, la ragazza che è in realtà la protagonista della serie, subisce uno shock vedendo la morte di Kuroda. Tale alterazione la trasforma in Boogiepop.

### Antagonisti

Dio della Morte

- Dottoressa Kisugi, anche se la si vede soltanto nei flashback, ha un ruolo fondamentale nella storia, in quanto lavorando per la scuola sarà lei a fornire a quasi ogni ragazzo del virus necessario per la mutazione genetica.
- Masami Saotome, le sembianze che Manticore avrà quando fuggirà dal laboratorio della organizzazione di Towa sono quelle di Saotome. Infatti nel corso della serie il ragazzo subirà un profondo cambiamento del carattere per via di questa e sarà artefice di molti esperimenti.
- Echoes, l'alter ego di Manticore, un essere superiore che non utilizza il linguaggio per comunicare, sarà il colpevole di una trasmigrazione fra presente e passato dove cercherà di risvegliare l'evoluzione delle persone.
- Poom Poom, un fantasma dall'aspetto di bambino creato dall'inconscio di Manaka Kisaragi. Ha l'abilità di separare la memoria delle persone dal loro corpo, assumendo l'aspetto di bambini felici.
- Manaka Kisaragi, ragazza uccisa in gioventù ma tornata in vita grazie ad Echoes, dove i due sembrano essersi fusi. Ha il potere di rievocare le memorie delle persone sotto forma di farfalle.

## Doppiaggio
L'edizione italiana a cura della Dynamic Italia è stata doppiata presso lo studio SEFIT-CDC sotto la direzione di Cristina Boraschi e con i dialoghi italiani di Gianluca Aicardi.
| Personaggi          | Voce giapponese    | Voce italiana         |
| ------------------- | ------------------ | --------------------- |
| Moto Tonamura       | Mamiko Noto        | Letizia Scifoni       |
| Hisashi Jonouchi    | Shizuma Hodoshima  | Davide Perino         |
| Misuzu 'Panulu' Udo | Megumi Nasu        | Ilaria Latini         |
| Yasuko Suzuki       | Yuka Watanabe      | Domitilla D'Amico     |
| Yoko Sasaoka        | Saeko Chiba        | Francesca Manicone    |
| Megumi Toyama       | Ami Hikasayama     | Monica Vulcano        |
| Nagi Kirima         | Yū Asakawa         | Perla Liberatori      |
| Toka Miyashita      | Kaori Shimizu      | Valentina Mari        |
| Shinpei Kuroda      | Wasei Chikada      | Massimiliano Manfredi |
| Masami Saotome      | Jun Fukuyama       | David Chevalier       |
| Minako Yurihara     | Mayumi Asano       | Laura Latini          |
| Makiko Kisugi       | Miki Itou          | Pinella Dragani       |
| Manaka              | Sanae Kobayashi    | Gemma Donati          |
| Agente Morita       | Hisao Egama        | Angelo Nicotra        |
| Agente Yamamoto     | Soutarou Kobayashi | Massimo De Ambrosis   |
| Kazuko Suema        | Kyo Nagasawa       | Irene Di Valmo        |
| Sayoko Oikawa       | Kei Kobayashi      | Germana Savo          |
| Mamoru Oikawa       | Hiroyuki Yoshino   | Corrado Conforti      |
| Kishida             | Wasei Chikada      | Massimiliano Manfredi |
| Akane Kojima        | Ayaka Saito        | Laura Lenghi          |
| Saki Yoshizawa      | Fumiko Orikasa     | Letizia Ciampa        |
| Yoshiki             | Takahiro Itou      | Marco Baroni          |
| Mayumi Kisaragi     | Fumiko Ohsaka      | Tiziana Avarista      |
| Echoes              | Taiki Matsuno      | Francesco Bulckaen    |
| Miyu Kisaragi       | Tamie Kubota       | Miranda Bonansea      |

## Episodi
| Nº | Titolo italiano Giapponese 「Kanji」 - Rōmaji | In onda          | In onda |
| Nº | Titolo italiano Giapponese 「Kanji」 - Rōmaji | Giapponese       |         |
| 1  | Ritratti che emergono dalla memoria 「記憶の肖像」 - Kioku no Shōzō | 5 gennaio 2000   |         |
| 1  | Un mese prima, una misteriosissima colonna di luce trafisse il cielo. Masami Saotome scomparve proprio in quel lasso di tempo e Moto Tonomura si chiese che cosa mai potesse essere accaduto; fino a che un giorno, improvvisamente, se lo vide apparire davanti, proprio come fosse se si fosse trasformato in un fantasma. Da quel momento in poi lei, cerca Saotome, di modo che possa confessargli il proprio amore nei suoi confronti.            |                  |         |
| 2  | Luce nelle tenebre 「闇の灯」 - Yami no hi | 12 gennaio 2000  |         |
| 2  | Da quando la strana colonna di luce apparve per la prima volta un mese prima, Jounouchi Hisashi è in grado di avere delle visioni riguardanti dei ragni attaccati al cuore delle persone; eliminando tali insetti nocivi fu anche in grado di liberarli dal loro personale dolore e sofferenza causati dai ricordi accumulati in sé. Ma il costo della sua interferenza è caro ed essa gli fa pagare un pesante tributo proprio da parte del suo cuore |                  |         |
| 3  | Aprirsi al mondo 「世界を受け入れし者」 - Sekai wo Ukeireshi Mono | 19 gennaio 2000  |         |
| 3  | Misuzu Arito è conosciuta come "Panulu" dai suoi amici |                  |         |
| 4  | Amare una ragazza pura 「けがれなき少女への愛」 - Kegarenaki Shōjo heno Ai | 26 gennaio 2000  |         |
| 5  | Interludio 「間奏」 - Kansō | 2 febbraio 2000  |         |
| 6  | Onora la madre 「汝、母を愛せよ」 - Nanji, haha wo Aiseyo | 9 febbraio 2000  |         |
| 7  | Non esiste desiderio che non si possa esaudire 「世にかなわぬ願いなく」 - Yo ni Kanawanu Negai naku | 16 febbraio 2000 |         |
| 8  | Il suo modo di vivere 「彼女の生き方」 - Kanojo no Ikikata | 23 febbraio 2000 |         |
| 9  | Scorre il tuo tempo 「過ぎ去りし、我が時」 - Sugisarishi, Waga Toki | 1º marzo 2000    |         |
| 10 | Poom poom 「プーム プーム」 - Poom Poom | 8 marzo 2000     |         |
| 11 | L'arcobaleno 「虹」 - Niji | 15 marzo 2000    |         |
| 12 | Con il sonno tutto svanisce 「眠りによって全てが終わる」 - Nemuri ni yotte Subete ga Owaru | 22 marzo 2000    |         |

## Accoglienza
Boogiepop Phantom ha avuto un grande successo per via dei tanti personaggi, ciascuno con un suo punto di vista, sfaccettatura di una trama multilineare. Christopher Macdonald, su Anime News Network ha lodato Sadayuki Murai per il suo talento di scrittore, e per la sua ricerca atta a fornire una degna conclusione alla storia.
La serie al contempo ha ricevuto critiche per la sua complessità, rivelandosi ostica e di non immediata comprensione, tanto che senza il necessario approfondimento l'anime suscita più dubbi che risposte.